# Soccer Dog

Soccer Dog (Soccer Dog: The Movie) est un téléfilm américain  réalisé par Tony Giglio et diffusé en 1999.

## Synopsis
un brave toutou qui connait en football.

## Fiche technique
- Titre original : Soccer Dog: The Movie
- Réalisation : Tony Giglio
- Scénario : Daniel Forman
- Photographie : Christopher Duddy
- Musique : Victoria Dolceamore
- Pays : États-Unis
- Durée : 90 minutes
- genre : Comédie

## Distribution
- James Marshall : Alden
- Olivia d'Abo : Elena
- Jeremy Foley : Clay
- Sam McMurray : Coach Shaw
- Burton Gilliam : le facteur
- Billy Drago : Damon Fleming
- Kyle Gibson : Vince
- Evan Matthew Cohen : Sonny
- Brocker Way : Berger
- Bill Capizzi (en) : Vito
- James Jude Courtney : Goon